# Kaip Khan
Pel kan de Khivà anomenat també Kaip Khan, vegeu Ghaip Khan
Kaip Khan fou un kan dels kazakhs que era fill de Sultan Kosref, fill al seu torn de Sultan Syrdak que era fill d'un altre Sultan Syrdak, el pare del qual fou Ishim Khan, i es considerava amb millor dret que Abu l-Khayr Khan de l'Horda Petita Kazakha, que li va disputar l'hegemonia. Es va proclamar el 1715 i va morir el 1718.
No fou reconegut per les tres hordes. El 1716 s'esmenta a un ambaixados kazakh de nom Kaibakar que va demanar la protecció de Rússia en nom dels notables Sungur, Yedikbey, Khajibey, Tiak-Kulibey, i altres, però no consta que Kaip participés en aquestes gestions fins al 1717 quan es van fer negociacions amb el governador rus de Sibèria príncep Mateu Petrovic Gagarin per la submissió de les tres hordes a Rússia el 1717, les quals van fracassar. A la seva mort el 1718 les tres hordes van esdevenir independents.